# 长春经济技术开发区
长春经济技术开发区，简称经开区，是位于中国吉林省长春市的国家级经济技术开发区。该开发区于1992年成立，1993年4月升格为国家级经济技术开发区，初期规划面积为30平方公里，实际管理面积达112平方公里。

## 区划组成
在行政区划上，长春经济技术开发区分属于宽城区、南关区和二道区。2003年9月24日，宽城区兴隆山镇交由长春经济技术开发区代管。2005年12月20日，长春市人民政府正式决定在南关区和二道区分别成立临河街道办事处及东方广场街道办事处，交由长春经济技术开发区代管。2009年，吉林省人民政府决定在兴隆山镇设立长春兴隆综合保税区，实行“一支队伍、两块牌子”的管理模式。2017年2月4日，经吉林省民政厅批准，长春市人民政府由临河街道、东方广场街道分别拆分出会展街道和世纪街道。

## 建设规划
1992年前，今长春经济技术开发区用地以农业用地和简易生活用地为主。1992年开发区成立后，相关配套设施开始迅速建设并发展，其土地结构逐渐转变为以工业用地和住宅用地为主，商业亦逐渐繁盛。目前，开发区基础设施较为完善，发展建设水平亦较快发展。